# Secqueville-en-Bessin
Secqueville-en-Bessin is een plaats en voormalige gemeente in het Franse departement Calvados in de regio Normandië. De plaats maakt deel uit van het arrondissement Caen.

## Geschiedenis
Op 1 januari 2016 werd de gemeente opgeheven en aan de aangrenzende gemeente Rots toegevoegd.

## Geografie
De oppervlakte van Secqueville-en-Bessin bedraagt 7,1 km², de bevolkingsdichtheid is 50,4 inwoners per km².
De onderstaande kaart toont de ligging van Secqueville-en-Bessin met de belangrijkste infrastructuur en aangrenzende gemeenten.

## Militaire begraafplaats
Op het grondgebied van de gemeente bevindt zich de Britse militaire begraafplaats Secqueville-en-Bessin War Cemetery met gesneuvelden uit de Tweede Wereldoorlog.

## Demografie
Onderstaande figuur toont het verloop van het inwonertal (bron: INSEE-tellingen).
Vanwege een beveiligingsprobleem met de MediaWiki Graph-software is het momenteel niet mogelijk deze grafiek weer te geven. Zodra de software is bijgewerkt zal de grafiek vanzelf weer zichtbaar worden.